# Pravo glasa žena u Sjedinjenim Američkim Državama
Pravo glasa za žene na teritoriji današnjih SAD je prvi put službeno uvedeno u državi New Jersey godine 1776. posebnim zakonom, kojim se omogućavalo muškarcima i ženama da glasaju ako su prelazili imovinski cenzus od tadašnjih 50 funti (250 dolara). Godine 1790. je amandmanom to pravo izričito potvrđeno. Međutim, godine 1807. nova izmjena zakona je ženama ukinula pravo glasa, odnosno ograničila ga na muškarce.
U prvoj polovici 19. stoljeća je pokret za žensko pravo glasa bio prilično nerazvijen, te se svodio na izolirane pojedince, čije je stavove tadašnja javnost smatrala egzotičnim. Daleko veći poticaj mu je dao američki građanski rat kojemu su žene na obje strane dale značajan doprinos. Feminističke ideje, koje su tinjale u okviru šireg pokreta za građanska prava, prvi put su uobličene u konkretni pokret kroz Nacionalno udruženje za žensko pravo glasa (NWSA) na čelu sa Susan B. Anthony osnovano 1869. godine u New Yorku. 
Već tada je došlo do raskola u pokretu. NWSA se zalagala ne samo za pravo glasa, nego i za zakonsku jednakost u plaćama i pri zapošljavanju, kao i donošenje amandmana na federalni Ustav. Manje radikalne feministice, na čelu s Lucy Stone, su pak držale da se mora djelovati kroz ustave i zakone država-članica te su u tu svrhu osnovale Američko udruženje za žensko pravo glasa (AWSA). Dvije organizacije su se ponovno ujedinile 1890. godine. 
U međuvremenu su mnoge lokalne zajednice na Zapadu pokazivale daleko više sklonosti za eksperimentiranje s novim modalitetima politike, što je uključivalo davanje glasa ženama. Država Kentucky je tako 1837. godine dala ograničeno pravo glasa ženama u školskim odborima. Samo godinu dana nakon formalnog osnivanja, Teritorija Wyoming je godine 1869. dala pravo glasa ženama. Godine 1870. to je učinila i Teritorija Utah.
Godine 1887. je američki Kongres, prilikom procesa primanja Utaha u Uniju, donio Edmunds-Tuckerov zakon kojim je ženama u Utahu izričito zabranjeno glasanje. To je bio politički potez u smjeru sekularizacije Utaha, odnosno protiv Mormonske crkve, s obzirom na to da je Wyoming primljen kao država SAD sa ženskim pravom glasa. 
Godine 1893. muški birači u državi Colorado su na ustavnom referendumu odobrili žensko pravo glasa. Godine 1895. isto je učinila država Utah. Godine 1896. je taj primjer slijedila država Idaho.
Pokret za prava žena, djelomično i pod utjecajem burnih zbivanja u Britaniji, se intenzivirao u drugoj dekadi 20. vijeka. Godine 1910. savezna država Washington je na referendumu odobrila žensko pravo glasa, a godinu dana kasnije ju je slijedila Kalifornija. Sljedeće godine je na referendumima žensko pravo glasa prošlo u Michiganu, Kansasu, Oregonu i Arizoni, a odbijeno je u Wisconsinu.
Feministički, ili kako se tada nazivao, sufražistički pokret, okupljen oko NAWSA-e, je imao bliske veze s Demokratskom strankom te se nadao kako će pobjeda Woodrowa Wilsona na predsjedničkim izborima 1912. godine pomoći donošenju ustavnog amandmana koji bi svim američkim ženama dao pravo glasa. Wilson je mlako podržavao pokret, ali se već 1913. stvorila radikalna frakcija Nacionalna ženska stranka (NWP) čije su članice svakodnevno demonstrirale ispred Bijele kuće.
Ostvarenju ciljeva sufražističkog pokreta, slično kao i u Britaniji, bitno je pomoglo izbijanje Prvog svjetskog rata, odnosno ulazak SAD u rat 1917. godine. Sudjelovanje žena u ratnoj industriji, kao i nade da će ženski glas pomoći njegovoj stranci su konačno natjerale   Wilsona da otvoreno podrži sufražistice i od Kongresa zatraži donošenje federalnog ustavnog amandmana.
Zastupnički dom Kongresa SAD je u proljeće odobrio amandmana s 304 glasa "za" i 90 "protiv". Senat SAD je 4. lipnja 1919. amandman podržao s 56 glasova "za" i 26 "protiv". Da bi se amandman usvojio, trebalo ga je prihvatiti 36 država. 
Do sredine kolovoza 1920. to je učinilo 35 država. Dana 18. kolovoza 1920. to je učinila Skupština Tennesseeja, i to zahvaljujući ključnom glasu 24-godišnjeg zastupnika Harryja T. Burna koji je ispočetka mislio glasati "protiv", ali se predomislio kada ga je majka u pismu pozvala da podrži amandman. Novi, Devetnaesti amandman Ustava SAD omogućio je ženama pravo glasa na cijelom području SAD.